# Remsjön
Remsjön är en sjö i Åsele kommun i Lappland och ingår i Gideälvens huvudavrinningsområde. Sjön har en area på 0,499 kvadratkilometer och ligger 288,9 meter över havet.

## Delavrinningsområde
Remsjön ingår i det delavrinningsområde (711803-161251) som SMHI kallar för Inloppet i Lanaträsket. Medelhöjden är 324 meter över havet och ytan är 12,91 kvadratkilometer. Räknas de 78 avrinningsområdena uppströms in blir den ackumulerade arean 1 033,84 kvadratkilometer. Avrinningsområdets utflöde Gideälven mynnar i havet. Avrinningsområdet består mestadels av skog (62 procent) och sankmarker (33 procent). Avrinningsområdet har 0,57 kvadratkilometer vattenytor vilket ger det en sjöprocent på 4,4 procent.